# Jean Galbert de Campistron

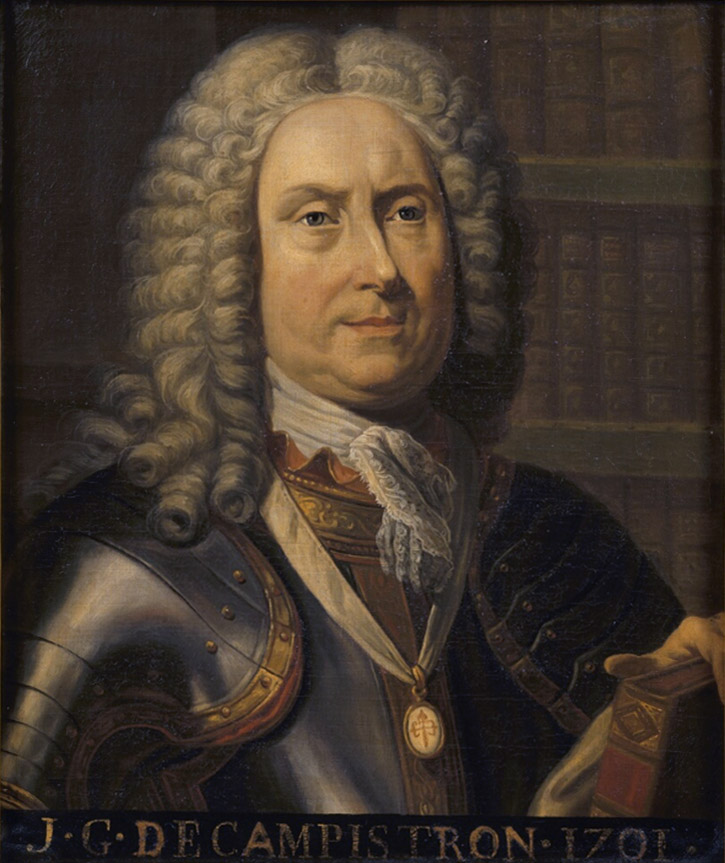
Jean-Galbert de Campistron con la orden de Saint-Jacques-de-l'épée.

Jean Galbert de Campistron (3 de agosto de 1656-11 de mayo de 1723) fue un dramaturgo francés.

## Biografía
Campistron nació el 3 de agosto de 1656 en Toulouse, Francia, en una familia aristocrática. A la edad de diecisiete resultó herido en un duelo y fue enviado a la ciudad de París. Allí, se convirtió en un apasionado discípulo del dramaturgo Jean Racine.
Obtuvo el patrocinio de la influyente duquesa de Bouillon, para quien dedicó Arminius, y en 1865 anotó su primer éxito con Andronic, que trata sobre la trágica historia de Don Carlos y Elizabeth de Francia, el cual disfrazó bajo otros nombres. La pieza causó gran sensación, pero el trato hacía Campistron era reducido, y no consiguió aprovechar las posibilidades intrínsecas en su área. El duque de Vendôme, Louis Joseph, le pidió a Racine escribir el libreto de una ópera para ser interpretada en una fiesta ofrecida en honor al Delfín, y este le pasó el encargo a Campistron, que produjo la música de Acis et Galatée de Lully. Campistron tuvo otro éxito con Tiridate (1691), en el que trató, nuevamente bajo nombres cambiados, la historia bíblica de la pasión de Amnón por su media hermana Tamar. Él escribió muchos otros dramas y dos comedias, una de ellas, Le Jaloux Désabusé, ha sido considerada por algunos conocedores como su mejor trabajo.
En 1686, fue nombrado intendente del duque de Vendôme y lo siguió a Italia y España, acompañándolo en todas sus campañas.
Campistron recibió varios honores a lo largo de su trayectoria. El rey de España le otorgó la Orden de Santiago; el duque de Mantua lo hizo su marqués de Penango en Monferrato, y en 1701, fue recibido en la Academia Francesa. Después de treinta años de servicio en Vendôme, Campistron se trasladó a su lugar de origen, donde murió el 11 de mayo de 1723. 

### Obras
- Virginie, drama (Comédie-Française, 12 de febrero de 1683)
- Arminius, drama (Comédie-Française, 19 de febrero de 1684)
- Alcibiade, drama (Comédie-Française, 28 de diciembre de 1685)
- Andronic, drama (Comédie-Française, 8 de febrero de 1685). La pièce reprend l'histoire de Don Carlos sous des noms d'emprunt.
- Acis et Galatée, ópera-balé, música de Lully (Château d'Anet, 6 de septiembre de 1686; Académie royale de musique, 17 de septiembre). Pastorale héroïque en musique, représentée pour la première fois au château d'Anet devant Mgr le Dauphin par l'Académie royale de musique.
- Phraate, drama (Comédie-Française, 26 de diciembre de 1686).
- Phocion, drama (Comédie-Française, 16 de diciembre de 1688).
- L'Amante amant, comedia (Comédie-Française, 2 de agosto de 1684)
- Achille et Polixène, drama con música (Académie royale de musique, 7 de noviembre de 1687)
- Adrien, drama chrétienne tirée de l'Histoire de l'Église (Comédie-Française, 11 de enero de 1690)
- Tiridate, drama (Comédie-Française, 12 de febrero de 1691)
- Aétius, drama (Comédie-Française, 28 de enero de 1693)
- Alcide, drama con música (música de Marin Marais) (Académie royale de musique, 31 de marzo de 1693). Alcide fait, par deux fois, l’objet d’une reprise : sous le titre La Mort d'Hercule (1705), puis sous le titre La Mort d'Alcide (1716).
- Le Jaloux désabusé, comedia (Comédie-Française, 13 de diciembre de 1709)